# Bow River, Western Australia
Bow River är ett vattendrag i Australien. Det ligger i delstaten Western Australia, omkring 350 kilometer söder om delstatshuvudstaden Perth.
Genomsnittlig årsnederbörd är 1 249 millimeter. Den regnigaste månaden är juni, med i genomsnitt 198 mm nederbörd, och den torraste är februari, med 18 mm nederbörd.